# Monte do Picoto

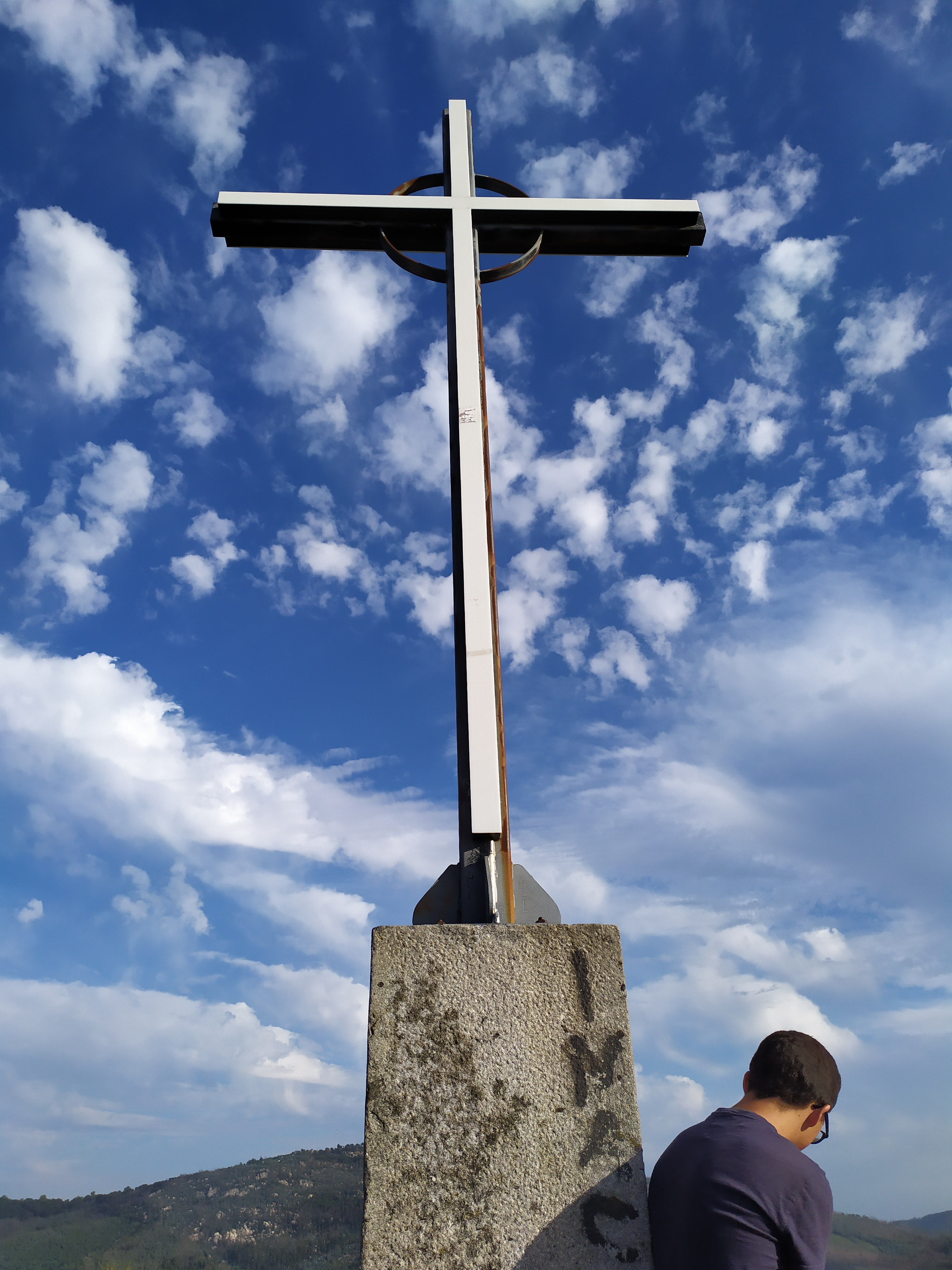

Monte do Picoto ou Mata do Picoto são os nomes mais vulgares pelos quais é denominada uma pequena inclinação geográfica situada a sul da cidade de Braga, Portugal.
Este local é conhecido pelo miradouro que o monte dispõe.
Também foi chamado Mata dos Arcebispos ou Mata do Picoto.
Em 14 de maio de 1940 foi erguido, no ponto mais alto, um singelo cruzeiro em pedra, que caiu num ciclone nos anos 70 do século XX, sendo substituído por um de ferro. 

## Reflorestação em 2016
E 2016 a câmara municipal quer transformar o Monte Picoto no maior parque urbano de floresta autóctone. No total vão ser plantadas mais de três mil árvores como medronheiros, azevinho, bétulas e sobreiros.

## Parque Aventura
Em novembro de 2016, o Município de Braga lançou uma hasta pública para a constituição do direito de superfície sobre uma parcela de terreno no Parque do Monte Picoto, destinada à implantação do ‘Parque Aventura’.
Trata-se de uma parcela de terreno com uma área de 14.366 metros quadrados, cujo valor do direito de superfície é de 107.410,88 euros. O prazo previsto para o direito de superfície é de 25 anos, prorrogável por períodos iguais e sucessivos de cinco anos, mediante prévio acordo.
A constituição é feita a título oneroso, devendo ser paga, anualmente, durante todo o tempo que vigorar o direito de superfície, uma prestação, de valor correspondente a 1/25 avos do valor do direito de superfície licitado.

## Hotel no monte Picoto
Em 2016, o projecto de um hotel no sopé do Monte Picoto voltou à ordem do dia, mais de três décadas após a Câmara Municipal de Braga ter acordado com um promotor privado a cedência, a preço simbólico, terrenos para a construção daquele e outros edifícios.
Nunca concretizada, a operação urbanística é novamente considerada, já que o privado tem vindo a abordar o actual executivo autárquico para dar cumprimento ao que o presidente da Câmara, Ricardo Rio, classifica como “contrato pendurado”.
O projeto imobiliário é do empresário bracarense José Veloso que motivou, na década de 80 do século XX, um concurso de ideias ao qual concorreram arquitectos de renome como Álvaro Siza, Alcino Soutinho, Pedro Vieira de Almeida, Eduardo Souto Moura e Fernando Távora.
A passagem dos terrenos em causa para a posse da Câmara, por força das expropriações do Parque Urbano do Monte Picoto, levou o promotor imobiliário a solicitar a concretização do acordo celebrado décadas atrás.

## Lagoa artificial
Em 2021, a Câmara de Braga está a fazer um furo artesiano para captar água para uma pequena lagoa com 340m2, em vias de instalação no seu sopé, para servir os animais que, com a reflorestação em curso, estão a voltar à zona.